# Brštanik (Republika Serbska)
Brštanik (cyr. Брштаник) – wieś w Bośni i Hercegowinie, w Republice Serbskiej, w gminie Berkovići. W 2013 roku liczyła 1 mieszkańca.